# Suicide Silence
Suicide Silence — американская дэткор-группа из Риверсайда, штат Калифорния.

## История

### Начало (2002—2005)
Группа Suicide Silence была основана в конце 2002 года. Её участники в это время играли в других местных группах. Группа не была популярной и до 2004 года была на грани распада, до тех пор, пока её состав не был укреплен ещё одним гитаристом, а музыка не приобрела новое звучание.

«Вначале мы были качевые и более сладжевые, временами склоняясь и к пост-металу, но из-за нескольких участников группы было решено изменить стиль, звук стал более мощным и быстрым.»Джош Годдард

### Подъём (2005—2012)
Группа подписала контракт с Century Media и закончила запись своего студийного альбома The Cleansing, который появился в продаже 18 сентября 2007 года. Альбом дебютировал на Billboard 200 под номером 94, продав 7250 копий на первой неделе, и стал наиболее продаваемым дебютным альбомом в истории Century Media.
В июне 2009 года вышел их новый альбом No Time to Bleed на Century Media.
EP-альбомы Wake Up и Disengage вышли в 2009 и 2010 годах соответственно.
Новый альбом группы под названием The Black Crown был выпущен 12 июля 2011 года на Century Media Records.
В 2012 году Suicide Silence переходят на Nuclear Blast Records и начинают работать над новым альбомом, который должен был выйти летом 2013 года.
Летом того же года, в поддержку грядущего альбома, музыканты вновь выступили в России: 17 июля в Москве и 18 июля в Санкт-Петербурге.

### Смерть Митча Лакера (2012)
Утром первого ноября 2012 года лидер «Suicide Silence» Митч Лакер умер от травм, которые получил в мотоаварии накануне вечером. В Лос-Анджелесе с тяжелыми травмами в 9 вечера музыканта привезли в больницу, но врачи оказались бессильны. Вокалист скончался через несколько часов. Согласно сообщению газеты The Los Angeles Times, двадцативосьмилетний Лакер ехал по центру Лос-Анджелеса на своем чёрном Harley-Davidson, находясь в алкогольном опьянении, когда не смог справиться с управлением и врезался в фонарный столб. Он вылетел из седла и ударился о землю. Мотоцикл же столкнулся с грузовиком, водитель которого не пострадал..

### Современный состав (2013 — настоящее время)
2 октября 2013 года вследствие гибели Митча Лакера стало известно, что новым вокалистом станет Эрнан Эрмида, вокалист группы «All Shall Perish». С появлением в группе Эдди Эрмиды работа над новым альбомом продолжилась. В апреле 2014 года музыканты объявили, что новый альбом, получивший название You Can't Stop Me, выйдет 11 июля 2014 года.
В феврале 2017 года группа выпустила свой пятый студийный альбом, который получил одноимённое название Suicide Silence, записанный с продюсером Россом Робинсоном.
В 2020 году выпустила шестой полноформатный альбом «Become The Hunter».
В начале 2022 года группа объявила о своем возвращении на Century Media, где они выпустили свои первые три альбома. 29 апреля Лопес покинул группу. Эрни Инигез, игравший на ударных в Become the Hunter, был объявлен его живой заменой на ближайшие туры. В июне 2022 года группа объявила название своего седьмого студийного альбома, Remember… You Must Die, а также короткий аудиоклип. Альбом должен выйти в начале 2023 года. 10 декабря группа выпустила новый сингл под названием «Alter of Self» и сообщила, что новый альбом выйдет 10 марта 2023 года. 8 февраля 2023 года, за месяц до выхода альбома, группа представила четвёртый сингл «Dying Life» и соответствующее музыкальное видео.
10 марта 2023 года группа выпустила их седьмой альбом под названием Remember… You Must Die.

## Стиль и влияние
Звучание Suicide Silence включает в себя такой музыкальный жанр, как дэткор. При этом музыка группы находится под влиянием маткорa, ню-метала и грув-метала. Вокал колеблется между гроулингом, используемым в дэт-метале, и скримом. Секция ударных, с активным использованием двойных бас-барабанов и бластбитов, по скорости приближается к грайндкору.
Сами участники группы заявили, что в своем творчестве испытали влияние со стороны таких групп, как Meshuggah, Sepultura, Deftones, Korn, Slipknot, Cannibal Corpse, Suffocation, Morbid Angel, Necrophagist, Napalm Death, Machine Head, Nile, Darkest Hour, Death и Possessed.

## Участники группы
| Нынешний состав - Крис Гарса — ритм-гитара (2002—наши дни) - Марк Хейлмун — соло-гитара (2005—наши дни) - Дэн Кенни — бас-гитара (2008—наши дни) - Эрнан «Эдди» Эрмида — вокал (2013—наши дни) - Эрни Инигез — ударные (2022—наши дни) | Бывшие участники - Таннер Вомак — вокал (2002) - Рик Эш — соло-гитара (2002—2005) - Джош Годдард — ударные (2002—2006) - Майк Бодкинс — бас-гитара, бэк-вокал (2002—2008) - Алекс Лопес — ударные (2006-2022) - Митч Лакер — вокал (2002—2012; умер в 2012) |

## Дискография

### Альбомы и EP
- 2005 — «Suicide Silence (EP)»
- 2007 — «The Cleansing»
- 2009 — «No Time to Bleed»
- 2011 — «The Black Crown»
- 2014 — «You Can't Stop Me»
- 2017 — «Suicide Silence»
- 2020 — «Become The Hunter[англ.]»
- 2023 — «Remember... You Must Die[англ.]»

### DVD/Live
- 2014 — «Ending Is the Beginning: The Mitch Lucker Memorial Show»
- 2019 — «Live & Mental»

### Demo
- Death Awaits (2003)
- Family Guy (2004)
- Pre-Prod (2006)

### Синглы
| Год  | Песня                          | Альбом                   |
| ---- | ------------------------------ | ------------------------ |
| 2007 | «The Price of Beauty»          | The Cleansing            |
| 2007 | «No Pity for a Coward»         | The Cleansing            |
| 2008 | «Bludgeoned to Death»          | The Cleansing            |
| 2008 | «Unanswered»                   | The Cleansing            |
| 2008 | «Green Monster»                | The Cleansing            |
| 2009 | «Wake Up»                      | No Time to Bleed         |
| 2010 | «Disengage»                    | No Time to Bleed         |
| 2011 | «No Time to Bleed»             | No Time to Bleed         |
| 2011 | «Human Violence»               | The Black Crown          |
| 2011 | «You Only Live Once»           | The Black Crown          |
| 2011 | «Slaves to Substance»          | The Black Crown          |
| 2011 | «Fuck Everything»              | The Black Crown          |
| 2014 | «Cease to Exist»               | You Can’t Stop Me        |
| 2014 | «Don’t Die»                    | You Can’t Stop Me        |
| 2017 | «Doris»                        | Suicide Silence          |
| 2017 | «Silence»                      | Suicide Silence          |
| 2019 | «Meltdown»                     | Become The Hunter        |
| 2019 | «Love Me To Death»             | Become The Hunter        |
| 2019 | «Feel Alive»                   | Become The Hunter        |
| 2020 | «Two Steps»                    | Become The Hunter        |
| 2022 | «You Must Die»                 | Remember... You Must Die |
| 2022 | «Capable of Violence (N.F.W.)» | Remember... You Must Die |
| 2022 | «Alter of Self»                | Remember... You Must Die |
| 2023 | «Dying Life»                   | Remember... You Must Die |

## Клипы
| Год  | Название               | Режиссер       |
| ---- | ---------------------- | -------------- |
| 2007 | «No Pity for a Coward» | N/A            |
| 2008 | «The Price of Beauty»  | Matt Bass      |
| 2008 | «Bludgeoned to Death»  | David Brodsky  |
| 2009 | «Unanswered»           | Jerry Clubb    |
| 2009 | «Wake Up»              | David Brodsky  |
| 2009 | «Genocide»             | Jerry Clubb    |
| 2010 | «Disengage»            | Thomas Mignone |
| 2011 | «You Only Live Once»   | Nathan Cox     |
| 2012 | «Slaves to Substance»  | Nathan Cox     |
| 2012 | «Fuck Everything»      | Jeremy Schott  |
| 2014 | «You Can’t Stop Me»    | Nathan Cox     |
| 2014 | «Inherit The Crown»    |                |
| 2017 | «Doris»                |                |
| 2017 | «Dying In A Red Room»  |                |
| 2018 | «Subhuman»             |                |
| 2019 | «Meltdown»             | Scott Hansen   |
| 2019 | «Love Me To Death»     | Scott Hansen   |
| 2019 | «Feel Alive»           | Scott Hansen   |
| 2020 | «Two Steps»            | Jerry Clubb    |